# Бегимкулова, Мамлакат Маматалиевна
Мамлакат Маматалиевна Бегимкулова — советский хозяйственный и государственный деятель, лауреат Государственной премии СССР за выдающиеся достижения в труде.

## Биография
Родилась в 1950 году в Денауском районе Сурхандарьинской области Узбекской ССР. Член КПСС.
В 1966—1969 годах — хлопкороб колхоза имени Калинина Денауского района.
В 1969—1972 годах — хлопкороб, в 1972—1991 годах — бригадир хлопководческой бригады совхоза имени Буденного Ленинюльского района Сурхандарьинской области Узбекской ССР.
За обеспечение устойчивого роста производства картофеля, сахарной свёклы, овощных, технических и других с/х культур, применение прогрессивных технологий и повышение производительности труда была в составе коллектива удостоена Государственной премии СССР за выдающиеся достижения в труде 1983 года.
Жила в Сурхандарьинской области Узбекистана.

## Награды
- Орден Ленина (1980)
- Орден Трудового Красного Знамени (1976)
- Орден Знак Почёта (1973)